# Дак Лак (провинция)
Дак Лак (на виетнамски: Đắk Lắk) е виетнамска провинция разположена в регион Тай Нгуйен. На север граничи с провинция Жиа Лай, на юг с провинциите Дак Нонг и Лам Донг, на запад с Камбоджа, а на изток с Кхан Хоа. Населението е 1 896 600 жители (по приблизителна оценка за юли 2017 г.).
Провинцията е разположена на платото Дак Лак, което е със средна височина от 600 метра. На около 60 km от административния център Буон Ма Тхуот се намира езерото Лак, около което живее малцинствената група юн. Дак Лак е дом на значителен брой представители на 23 малцинствени групи живеещи на територията на Виетнам.

## История
До началото на 15 век територията на съвременната провинция Дак Лак е под контрола на кралство Тямпа. След завладяването на кралството от настъпващите виетнамски войски Дак Лак минава под виетнамско управление. През 1540 благородникът Буи Та Хан е изпратен в провинцията, за да следи как върви заселването на етническите виетнамци. Дотогава въпреки че Дак Лак е част от виетнамските владения там не се упражнява почти никакъв контрол. С постепенното заселването на виети Дак Лак минава под пълния контрол на виетнамското кралство. На западните граници на провинцията се разполагат множество военни постове, които да бранят земите от постоянните набези от кхмерите.
След като Виетнам е завладян от Франция французите създават множество плантации в провинцията. В Дак Лак съпротивата срещу френската окупация е ожесточена и постоянна. В провинцията избухват множество въстания, начело на които най-често са етническите малцинства. Най-дългото противопоставяне на французите оказва Н'транг Лонг, водач на етноса мнонг, който в продължение на 23 години се бори с окупационните сили.
По време на Виетнамската война Дак Лак е част от Южен Виетнам и става сцена на значителни боеве, които нанасят огромни щети на провинцията.

## Административно деление
Провинция Дак Лак се състои от един самостоятелен град Буон Ма Тхуот и тринадесет окръга:
- Буон Дон
- Ку Куин
- Ку М'гар
- Еа Х'лео
- Еа Кар
- Еа Суп
- Кронг Ана
- Кронг Бонг
- Кронг Бук
- Кронг Нанг
- Кронг Пак
- Лак
- М'драк